# Scary Monsters (and Super Creeps) (singolo)
Scary Monsters (And Super Creeps) è un brano musicale di David Bowie, title track dell'omonimo album del 1980 e pubblicato come terzo singolo estratto dal disco nel gennaio 1981.

## Il brano
Dal punto di vista musicale la traccia è notevole per il lavoro svolto da Robert Fripp alla chitarra solista e per il caratteristico sound delle percussioni sintetizzate. Il testo, cantato da Bowie con un accento Cockney volutamente esagerato, parla della storia di una donna che si esclude dal mondo e precipita nella pazzia («When I looked in her eyes they were blue but nobody home ... Now she's stupid in the street and she can't socialise»). Data la tematica simile, la canzone è stata accostata a She's Lost Control dei Joy Division (1979), e alle "storie d'amore claustrofobiche" narrate da Iggy Pop nei suoi album The Idiot e Lust for Life, ai quali Bowie aveva collaborato.
Il 45 giri arrivò alla posizione numero 20 in classifica in Gran Bretagna.

## Tracce singolo
1. Scary Monsters (And Super Creeps) (Bowie) – 3:27
2. Because You're Young (Bowie) – 4:51

- La versione del singolo per la Francia, aveva Up the Hill Backwards come B-side.

## Formazione
- David Bowie: Voce, tastiere, produzione
- Robert Fripp: Chitarra
- George Murray: Basso
- Dennis Davis: Batteria
- Tony Visconti: Chitarra acustica, produzione

## Classifica
| Classifica (1981)   | Posizione massima |
| ------------------- | ----------------- |
| U.K. Singles Chart  | 20                |
| Irish Singles Chart | 17                |

## Esecuzioni dal vivo
- Un'esecuzione dal vivo filmata il 12 settembre 1983 è stata inclusa nel film-concerto Serious Moonlight del 1983.
- Bowie eseguì il brano a Saturday Night Live l'8 February 1997. Questa versione venne inclusa sull'album Saturday Night Live - 25 Years Volume 1.
- Il 16 ottobre 1997 Bowie e Reeves Gabrels eseguirono una versione acustica country and western della canzone per la stazione radio WRXT di Chicago.
- Bowie eseguì la canzone insieme ai Nine Inch Nails durante l'Outside Tour.

## Cover
- Frank Black - Dal vivo (con David Bowie) (1997)
- Ex-Voto - Goth Oddity: A Tribute to David Bowie (1999)
- Sepulcrum Mentis - The Dark Side of David Bowie: A Tribute to David Bowie (1997)
- Superchunk - Compilation Cup of Sand (2003)
- Tides of Mars - .2 Contamination: A Tribute to David Bowie (2006)
- UFX - bonus track inclusa nella ristampa 2013 di Sick Sick Sex (2008)
- Joe Jackson - Dal vivo, Europa 2010 (2011)
- Pivio - Lodging a Scary Low Hero (2017)